# سفارة الدنمارك في أوكرانيا
سفارة الدنمارك في أوكرانيا هي أرفع تمثيل دبلوماسي لدولة الدنمارك لدى أوكرانيا. تقع السفارة في كييف وهي تهدف لتعزيز المصالح الدنماركية في أوكرانيا.

## وصلات خارجية
- الموقع الرسمي
- قائمة سفارات الدنمارك
- قائمة السفارات في أوكرانيا